# 池内守厚
池内 守厚（いけうち もりあつ、1950年5月21日 - ）は、日本の経営学者、関東学院大学教授。

## 来歴
高知県生まれ。駒澤大学大学院修士課程修了。
1978年同大学院博士課程単位取得。1979年日本経済短期大学（現亜細亜大学短期大学部）助手、講師、1984年助教授。1993年8月から1994年7月末まで台湾・東海大学工学院工業工程学系客座副教授、「日本式管理」担当。
1986年関東学院大学経済学部経営学科助教授を経て、1996年教授となる。同大学大学院経済学研究科経営学専攻教授。工業経営研究学会2004年学会賞受賞。

## 著書
- 『人的資源と生産技術』高文堂出版社 1988
- 『企業進化と創造的経営』中央経済社 1993
- 『工業経営の進化と経営デモクラシー』中央経済社 1998
- 『トップリーダーの役割 企業進化とネットワーク経営』白桃書房 2002
- 『ビジネス社会の未来』 (KGU叢書)白桃書房 2011
- 『現代トップリーダーとイノベーション』白桃書房 2012
- 『ものづくりは人づくり』白桃書房 2014

### 共編著
- 『現代技術革新と人間問題』鈴木忍共著. 高文堂出版社 1987
- 『「企業」成功の多角化戦略 変化を先取りする業際経営』岩澤孝雄共編著. 日刊工業新聞社 1991
- 『バーナード理論と労働の人間化』鈴木幸毅[ほか]編, 鈴木幸毅共編著. 税務経理協会 1997
- 『経営管理の思想と理論 企業、システム、持続可能性』鈴木幸毅,今井清文,名取修一, 平井旭共著 税務経理協会 2009